# Копейкин, Дмитрий Георгиевич
Дмитрий Георгиевич Копейкин (16 октября 1903, Бологое — 1982) — генерал-майор ВС СССР, служивший в Народном Войске Польском.

## Биография
Работал на заводе в Рыбинске с 1917 по 1919 годы. В Казани в 1919 году вступил в РККА, участник сражений на Южном фронте Гражданской войны в России в 1920 году. Член ВКП(б) с 1920 года. Окончил партийную школу в 1923—1924 годах, стал партийным деятелем и начальником отдела пропаганды в одном из партийных комитетов. С октября 1927 года политрук 14-го отдельного сапёрного батальона, деятель комсомола в составе батальона. Аналогичную должность занимал с 1928 года в 135-м стрелковом полку 45-й стрелковой дивизии.
В 1931—1936 году учился в Военной академии механизации и моторизации РККА имени И. В. Сталина, инженер-конструктор. Работал старшим инженером и начальником отдела на научно-исследовательском танковом полигоне в Подмосковье. Майор РККА, начальник завода в Хабаровске с 1941 года.
В годы войны дослужился до звания подполковника. Участник советско-японской войны на Дальневосточном фронте. В 1947 году назначен начальником завода во Львове, в полковники произведён 26 мая 1948 года. В январе 1951 года направлен в Войско Польское, начальник отдела Генерального штаба Войска Польского. С 1 мая 1951 года — заместитель командира танковых и механизированных войск Войска Польского по техническим вопросам. В августе 1955 года произведён в генерал-майоры по решению Президиума Совета Министров СССР, вернулся в ноябре 1956 года в СССР.

## Награды
- Офицерский крест Ордена Возрождения Польши (1956)
- Кавалерский крест Ордена Возрождения Польши (1954)
- Бронзовая медаль «Вооружённые силы на службе Родине» (1956)
- Орден Ленина (1950)
- Орден Красного Знамени (1944)
- Орден Красной Звезды (1944)
- Медаль «За победу над Германией в Великой Отечественной войне 1941—1945 гг.»
- Медаль «За победу над Японией»